# ブルッフザール
ブルッフザール (Bruchsal ) は、ドイツ連邦共和国バーデン＝ヴュルテンベルク州のクライヒガウ丘陵西端、カールスルーエの北約20kmに位置する小都市。ヨーロッパでも有数のアスパラガスの市場があり、カールスルーエ郡の中でも大きな市であり、周辺市町村の中級中心都市でもある。
1972年までブルッフザールは同名の郡の郡庁所在地であったが、1973年の郡の再編でカールスルーエ郡に所属することになった。

## 地理
ブルッフザールはライン地溝帯に位置し、クライヒガウ丘陵からのライン川の支流であるザールバッハ川沿いにある。

### 行政区域
北から時計回りに、カールスルーエ郡: フォルスト、ウプシュタット＝ヴァイアー、クライヒタール、ブレッテン、ゴンデルスハイム、ヴァルツバッハタール、ヴァインガルテン、シュトゥッテンゼーそしてカールスドルフ＝ノイタルトである。
飛地がカールスドルフ＝ノイタルトの北にグラーベン＝ノイドルフ、ワーグホイゼルそしてハンブリュッケンにある。

### 地域計画
ブルッフザールはカールスルーエを中心とする中部オーバーライン地域連合の中級中心都市である。

## 歴史
→ ブルッフザールの歴史を参照

## 行政

### 自治体議会
ブルッフザールの自治体議会は2014年5月25日に選挙を行った。全32議席（以前は35議席）の結果は以下のように配分されている
| Partei                   | Stimmen 2014 | +/−    | Sitze 2014 | +/−    | Stimmen 2009 | +/−    | Sitze 2009 | +/−  |
| CDU                      | 36,78 %      | (+0,5) | 11         | (-3)   | 36,2 %       | (−6,9) | 14         | (−4) |
| SPD                      | 21,81 %      | (+1,6) | 7          | (+/-0) | 20,2 %       | (+0,3) | 7          | (−1) |
| FWV                      | 15,22 %      | (-1,4) | 5          | (-1)   | 16,6 %       | (−1,8) | 6          | (=)  |
| FDP/Bürgerliste Bruchsal | 8,41 %       | (-3,9) | 3          | (-1)   | 12,3 %       | (+4,0) | 4          | (+1) |
| 緑の党/Neue Köpfe        | 12,06 %      | (+0,1) | 4          | (+/-0) | 12,0 %       | (+1,7) | 4          | (=)  |
| AfD                      | 2,94 %       | (+2,9) | 1          | (+1)   | n.a.         |        | n.a.       |      |
| 左翼党                   | 1,73 %       | (+1,7) | 1          | (+1)   | %            | ()     | 0          | (0)  |
| その他                   | %            | ()     | 0          | (+/-0) | 2,7 %        | (+2,7) | 0          | (=)  |

### 首長
首長はBürgermeisterであるが、1956年4月1日より、8年ごとに直接市民の選挙によって選出される上級市長(Oberbürgermeister)である。
- 1945–1963: Franz Bläsi (CDU)
- 1964–1985: Adolf Bieringer (CDU)
- 1985から2009年9月30日: Bernd Doll (CDU)
- 2009年10月1日から: Cornelia Petzold-Schick

### 紋章
図柄: 青地に銀の十字架、左上の角に銀の弾丸。

### 友好都市
姉妹都市は以下である。
- サント＝ムヌー（フランス）1965年
- クンブラン、トルヴァエン（ウェールズ）1979年
- サント＝マリー＝オー＝ミーヌ（フランス）1989年
- ゴルニャ・ラドゴナ（スロベニア）2006年
- ヴォルテッラ（イタリア）2008年

## 経済と社会資本

### 交通
ブルッフザールインターチェンジを経由してカールスルーエおよびフランクフルトへ向かうA 5にアクセスできる。また、連邦道路3号線（カールスルーエ - ハイデルベルク）および連邦道路35号線（ブレッテン - ゲルマースハイム）が通っている。
ブルッフザール駅は、カールスルーエおよびハイデルベルクへ向かうラインタール線、ミュールアッカー (de) へ向かうヴュルテンベルク西部鉄道、ゲルマースハイムへ向かうBruhrainbahnと接続している。またマンハイム-シュトゥットガルト高速線の交差がある。
Sバーンとしては、ライン＝ネッカーSバーンのS 3 (カールスルーエ–ハイデルベルク–ゲルマースハイム)、S 33 (ブルッフザール–グラーベン＝ノイドルフ–ゲルマースハイム)およびS 4 (ブルッフザール–ハイデルベルク–ゲルマースハイム)と、シュタットバーンとしてはカールスルーエ　シュタットバーンのS 31 (カールスルーエ–ブルッフザール–オーデンハイム), S 32 (カールスルーエ–ブルッフザール–メンツィンゲン) およびS 9 (ブルッフザール–ブレッテン–ミュールアッカー)がある。